# Kargi (Estland)
Kargi (Duits: Karky) is een plaats in de Estlandse gemeente Saaremaa, provincie Saaremaa. De plaats heeft de status van dorp (Estisch: küla).
Tot in oktober 2017 lag Kargi in de gemeente Torgu. In die maand ging Torgu op in de fusiegemeente Saaremaa.

## Bevolking
Het dorp had 17 inwoners op 31 december 2011 en ook 17 inwoners op 31 december 2021.

## Ligging
Kargi ligt aan de westkust van het schiereiland Sõrve, onderdeel van het eiland Saaremaa.

## Geschiedenis
Kargi werd in 1490 onder de Duitse naam Karky voor het eerst genoemd, als landgoed en als dorp. De eerste eigenaar was Hans Schardenbäk; later behoorde het landgoed onder andere toe aan de families von Toll en von Buxhoeveden.